# سيليستين أوليفيه
سيليستين أوليفيه (بالفرنسية: Célestin Oliver)‏ (مواليد 12 يوليو 1930) هو لاعب كرة قدم. يلعب مع منتخب فرنسا لكرة القدم. سبق له أن لعب في كأس العالم لكرة القدم مع منتخب بلاده.

## روابط خارجية
- سيليستين أوليفيه على موقع قاعدة بيانات كرة القدم.إي يو (الإنجليزية)
- سيليستين أوليفيه على موقع ناشيونال فوتبول تيمز (الإنجليزية)
- سيليستين أوليفيه على موقع أوليمبيديا (الإنجليزية)